# 曲利駅
曲利駅（まがりえき）は、岐阜県羽島郡正木村曲利（現・羽島市）にあった、名古屋鉄道竹鼻線の駅。
現在の不破一色駅 - 竹鼻駅の間に存在した。

## 歴史
- 1921年（大正10年）6月25日 - 竹鼻鉄道（美濃電気鉄道の系列会社）の駅として開業。
- 1943年（昭和18年） - 合併により名古屋鉄道の駅となる。
- 1944年（昭和19年） - 休止。
- 1969年（昭和44年）4月5日 - 廃止。

## 利用状況
『岐阜県統計書』によると、年間乗車人員、降車人員は以下の通りである。
| 年度     | 乗車人員（人） | 降車人員（人） | 出典  |
| -------- | -------------- | -------------- | ----- |
| 1922年度 | 29,039         | 29,039         | [ 3 ] |
| 1923年度 |                |                |       |
| 1924年度 |                |                |       |
| 1925年度 | 17,245         | 17,245         | [ 4 ] |
| 1926年度 | 18,061         | 18,061         | [ 5 ] |
| 1927年度 |                |                |       |
| 1928年度 |                |                |       |
| 1929年度 |                |                |       |
| 1930年度 | 16,222         | 13,180         | [ 6 ] |
| 1931年度 |                |                |       |
| 1932年度 |                |                |       |
| 1933年度 |                |                |       |
| 1934年度 | 1,188          | 3,075          | [ 7 ] |
| 1935年度 | 3,423          | 3,289          | [ 1 ] |

## 跡地
現在の不破一色駅より新羽島駅方面へ約600m付近の岐阜県道1号岐阜南濃線と竹鼻線との踏切付近と推測される。

## 隣の駅
所属路線、隣の駅は営業時代のもの。
名古屋鉄道
竹鼻線
不破一色駅 - 曲利駅 - 栄町駅